# Torsión (matemáticas)
En matemática, la torsión tiene varios significados, en general sin relación el uno con el otro:
1. En geometría diferencial elemental en tres dimensiones, la torsión de una curva mide cuan agudamente está torcida. Es análoga a la curvatura en dos dimensiones. Dado una función a valores vectoriales r(t), la torsión en un valor dado de t es:

{\displaystyle ((r'\times r'')\cdot r_{}^{(3)})\|r'\times r''\|_{}^{-2}}

1. Un segundo significado de la torsión  en geometría diferencial es el tensor de torsión, que depende de la conexión. Es un (1, 2) tensor dado por la fórmula:

{\displaystyle T(u,v)=\nabla _{u}v-\nabla _{v}u-[u,v]\,}

donde [u, v] es el corchete de Lie de los dos campos vectoriales. Las conexiones libres de torsión son las que se consideran más frecuentemente -la conexión de Levi-Civita presupone tener torsión cero, por ejemplo-. 
1. En álgebra abstracta, subgrupo de torsión de un grupo abeliano consiste en todos los elementos de orden finito. Se llama a un grupo abeliano libre de torsión si todos sus elementos tienen orden infinito (este concepto se generaliza al de módulo de torsión). En el funtor de Tor del álgebra homológica, que se presenta porque el producto tensorial no preserva en general las secuencias exactas, el símbolo Tor es el usado para esta clase de torsión algebraica, hablando, de todos modos, históricamente. Estos funtores fueron introducidos para hacer sistemático el teorema universal del coeficiente de la teoría de la homología, en los casos donde los grupos de homología Hi(X, Z) de un espacio X tenían cierta torsión.

Algunos invariantes topológicos se llaman torsiones: por ejemplo la torsión de Reidemeister-Schreier de un grupo que actúa en un complejo finito; y también la torsión analítica definida usando Laplacianos.
- Datos: Q1892644
- Multimedia: Illustrations for curvature and torsion of curves / Q1892644